# Jarchibol

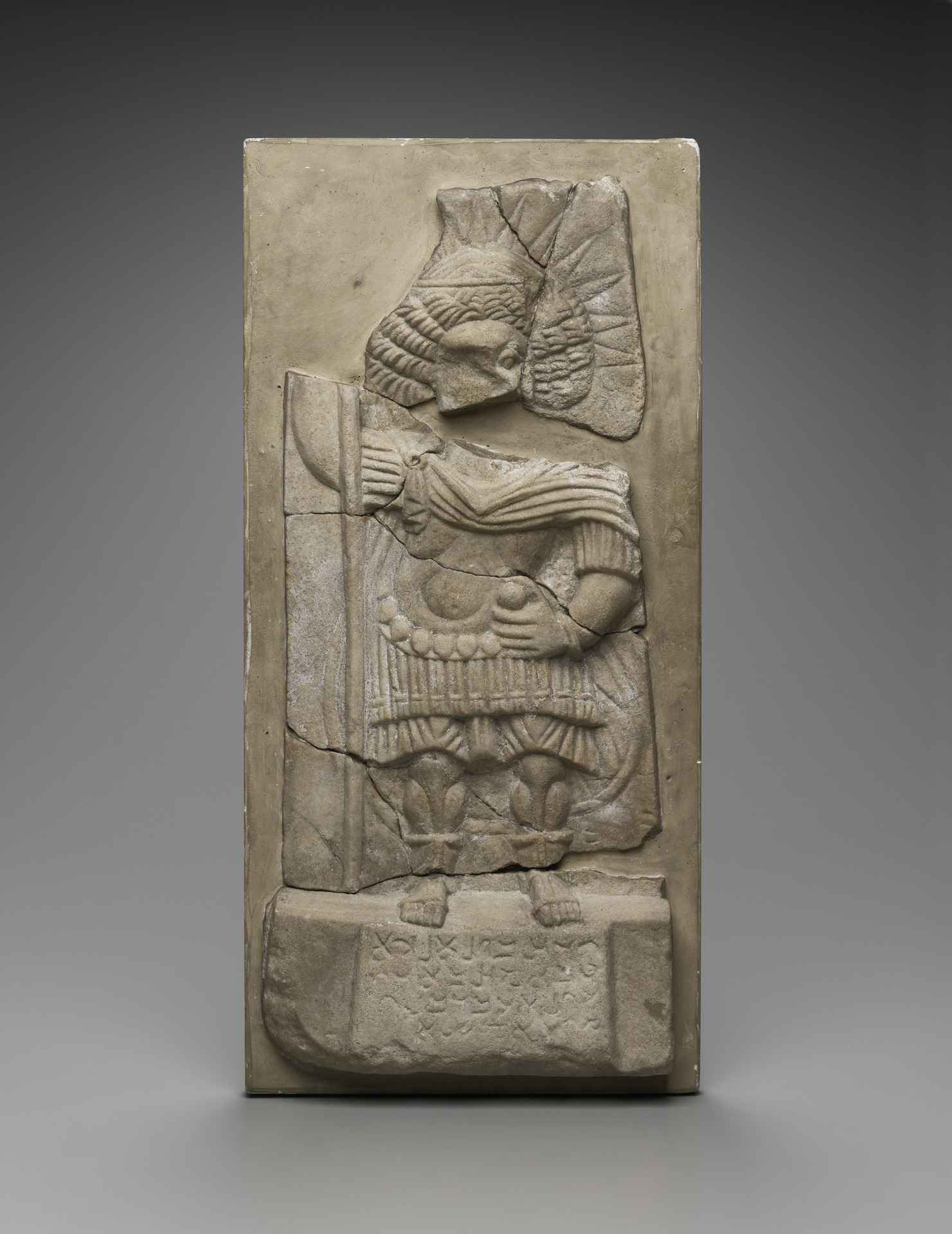
Jarchibol, Relief aus dem Tempel der Gadde, Dura Europos

Jarchibol (yrḥbwl – Yarḥibol) war der Schutzgott der Quelle Efca in Palmyra. Er gab Orakel und trug den Titel „Gad der Quelle“, wobei Gad „Herr“ oder „Schutzmacht“ bedeutet. In Dura Europos ist ihm ein inschriftlich belegter Tempel gewidmet.
Jarchibol scheint von alters her in Palmyra beheimatet gewesen zu sein, da ihn bereits die Amurriter als die frühesten bekannten Einwohner der Region verehrten. Er war ursprünglich ein Ahnengott der Oase, seine Verehrer waren Nachfahren der ersten Siedler. Der Quellgott übernahm auch die Funktion des göttlichen Richters. Da dies klassischerweise Aufgabe des Sonnengottes war, nahm Jarchibol um die Zeitenwende ikonographisch Züge einer Sonnengottheit an. Jarchibol trat nun in seiner hervorgehobenen Bedeutung als Schutzgott der Quelle etwas in den Hintergrund, da er zusammen mit dem anderen alten Ahnengott, dem als Mondgott verehrten Aglibol Teil einer Trias und zum Gefolgsmann des obersten Himmelsgottes Bel wurde.
Abgesehen von den bildlichen Darstellungen an der Seite des Bel könnte der Name auf die Rolle des Gottes verweisen. Das Wort Jarchibol lässt sich entweder aufteilen als „Jarchi ist Bol“ oder als Genitivzusammensetzung „Jarchi des Bol“. Der Wortanfang yrḥ wird mit „gehen, wandern“ übersetzt und beinhaltet die Bedeutungen „Gefährte“ und „Bote“, worin die die dienende Funktion zum Ausdruck kommt und die Wortbildung mit Genitiv wahrscheinlich wird.
In einer Grabungskampagne in Palmyra 2001 wurden auch Öllampen, die eine Sonnengottheit darstellen, gefunden, die zudem die Aufschrift Jarchibol tragen.
In Dura-Europos wurde von James H. Breasted und Franz Cumont der so genannte Tempel der palmyrenischen Götter ausgegraben. Er lag nahe der Stadtmauer im Nordwestteil der Stadt. Der Tempel besteht aus einem offenen Innenhof mit zentralem Altar, der von einer Reihe von Räumen umgeben ist. In Naos und Pronaos befinden sich insgesamt 16 Fresken, die zwischen 50 und 145 n. Chr. entstanden.
Neben der parthischen Göttin Bithnanaia und ihrem Vater Konon sind hier Jarchibol mit einer Strahlenkrone (Nimbus), Aglibol und Baalschamin dargestellt, der freilich mit dem griechischen Namen Zeus bezeichnet wird. Clark Hopkins will in der mit Zeus bezeichneten Figur Ahura Mazda sehen, da die betreffende Figur parthische Beinkleider trägt. Aus Kilikien sind Darstellungen der Trias von Baalschamin, Sahr, and Samsch bekannt, Samsch entspricht hier Jarchibol, Sahr Aglibol.
Der Kult der palmyrenischen Trias Bel, Jarchibol und Aglibol scheint in Dura Europos bis in die römische Zeit (nach 145 n. Chr.) angedauert zu haben. Eine andere Trias bildeten in Palmyra der westsemitische Himmelsgott Baalschamin, Aglibol und der Sonnengott Malakbel.